# Coleophora albicosta
Coleophora albicosta é uma espécie de mariposa do gênero Coleophora pertencente à família Coleophoridae.